# Николетина Бурсаћ
Никола Николетина Бурсаћ је измишљени лик из романа и приповедака југословенског писца Бранка Ћопића. Стварајући овај лик, Ћопић је желео да опише типичног сељака из Босанске крајине, a као главна инспирација му је послужио његов друг из детињства — прави Никола Бурсаћ. Такође, део инспирације за лик, пронашао је у свом рођеном стрицу — Николи Ћопићу.
Прво појављивање лика било је у збирци приповедака Доживљаји Николетине Бурсаћа, коју је 1956. објавило издавачко предузеће „Свјетлост“ из Сарајева. Поред збирке приповедака, његов лик се појављује и у роману Не тугуј бронзана стражо из 1958, као и у прва два дела дечјег романа Пионирска трилогија, коју сачињавају романи — Орлови рано лете (1957), Славно војевање (1961) и Битка у Златној долини (1963).
Поред романа, лик Николетине Бурсаћа се појављује у телевизијском филму Николетина Бурсаћ, редитеља Радивоја Лоле Ђукића из 1958. и играним филмовима — Николетина Бурсаћ, редитеља Бранка Бауера из 1964. и Орлови рано лете, редитељке Соје Јовановић из 1966. године. Такође, овај лик се спомиње у телевизијској серији Осма офанзива, редитељке Соје Јовановић из 1979. године.

## Прави Николетина Бурсаћ
Никола Бурсаћ је био Ћопићев школски друг, са којим је заједно ишао у основну школу у родном селу Хашанима. Био је пар година старији од њега, па је водио бригу о њему и штитио га од друге деце, као и од разних других невоља на путу од школе до куће. Пошто је био веома висок звали су га „Николетина“. Такође, због добродушности старији су га често називали „Николица“.
Када му је било пет година, умро му је отац, па је он остао сам са мајком Маријом и сестром Јелицом. Живели су у засеоку Вргељ, под планином Грмеч. После завршетка школовања, остао је у родном селу и бавио се земљорадњом. Године 1941. када је у Југославији избио Други светски рат, придружио се партизанима и био најпре митраљезац, а касније командир чете у једној од крајишких бригада. Погинуо је током битке на Сутјесци 1943. године.

## Опис лика
Лик Николетине Бурсаћа представља типичног сељака из Босанске крајине. Као и прави Никола Бурсаћ, он потиче из засеока Вргељ, под планином Грмеч и живи са мајком Маријом и сестром Јелком. На почетку Другог светског рата, је био мобилисан у Југословенски војску, а после њеног слома се вратио у Босанску крајину. На почетку партизанског устанка у овом крају ступио је у партизане и постао командир Омладинске чете. Инспирацију за јунаштва Николетине Бурсаћа, Ћопићу је послужио партизански борац Раде Кевић, митраљезац у Првој крајишкој пролетерској ударној бригади.
У збирци приповедака „Доживљаји Николетине Бурсаћа“ његов лик је описан у 23 кратке приповетке — „Пропаст и пророштво“, „Бог и батина“, „Необични савезници“, „Предавање о братству“, „Љубав и љубомора“, „Обрачун с богом“, „Митраљезац голубијег срца“, „Сурово срце“, „Игра“, „Чудо на чудима“, „Надмудривање“, „Погибија Танасија Буља“, „Развезани Николетина“, „Незгодан сапутник“, „Злослутна игра“, „Контрола у Бихаћу“, „У друштву с пјесником“, „Сукоб у планини“, „Опроштај с Косовом“, „Црни савезник“, „Тифусар - реконвалесцент“, „Догађај с мазгом“ и „Повратак“. Нераздвојни друг Николетине Бурсаћа у овој збирци приповедака је Јовица Јеж.
У романима „Орлови рано лете“ и „Славно војевање“, који су део „Пионирске трилогије“ такође се појављује лик Николетине Бурсаћа. У првом делу романа „Орлови рано лете“, у којем се описује ђачко бежање из школе, писац лик Николетине Бурсаћа ствара на основу правих догађаја у којима је учествовао његов стриц Никола Ћопић. Поред Николине мајке Марије, у овом роману се појављује и његов братанац Стево Бурсаћ. Пошто је и он био висок, попут свог стрица Николетине прозван је „Стриц“.
У роману „Не тугуј бронзана стражо“ лик Николетине Бурсаћа се помиње кроз сећање његових преживелих ратних другова. Он је као прослављени партизански борац у овом роману описан као народни херој. Део радње овог романа одвија се у измишљеном селу Бурсаћеву у Банату, у којем живе колонисти из Босанске крајине. Међу њима ту су и Ниџина мајка Марија, сестра Јелка и зет Јово. Један део романа посвећен је и „свађи“ око места изградње Николетиног споменика, пошто су једни хтели да га изграде у родном крају, а други у Банату. Споменик је на крају изграђен у Банату, а његове комшије често разговарају са њим евоцирајући успомене на стари крај.

## Популаризација
Лик Николетине Бурсаћа, као партизанског хероја, био је веома популаран у култури Социјалистичке Федеративне Републике Југославије, пошто су збирка приповедака Доживљаји Николетине Бурсаћа и роман Орлови рано лете, у којима се појављује његов лик били део школске лектире. 
Године 1958. редитељ Радивоје Лола Ђукић снимио је телевизијски филм Николетина Бурсаћ, у коме је лик Николетине тумачио глумац Раде Марковић. Редитељ Бранко Бауер је 1964. снимио играни филм Николетина Бурсаћ, у коме је главни лик тумачио глумац Драгомир Пајић. У дечјем филму Орлови рано лете, редитељке Соје Јовановић из 1966, такође се појављује лик Николетине Бурсаћа у тумачењу глумца Љубише Самарџића.
Године 1979. редитељка Соја Јовановић снимила је телевизијску серију Осма офанзива, насталу спајањем романа Не тугуј бронзана стражо и Осма офанзива. У овој серији, спомиње се лик Николетине Бурсаћа, који је приказан као легендарни партизански борац и народни херој из Босанске крајине. У последњој епизоди серије, у замишљеном банатском селу Бурсаћеву, названом по њему, где живе колонисти из његовог завичаја, подигнут му је споменик.